# Кретов Микола Трохимович
Мико́ла Трохи́мович Кре́тов (грудень 1912 , Єлецький повітd, Орловська губернія, Російська імперія  — невідомо ) — український шахтар, державний діяч. Депутат Верховної Ради УРСР першого скликання (1938–1947).

## Біографія
Народився в грудні 1912 року в родині селянина-бідняка в селі Дрезгалово, тепер Краснинський район, Липецька область, Росія. Закінчив сільську чотирикласну школу. 1919 року помер батько, 1923 року — мати. Залишившись сиротою, змушений був наймитувати в рідному селі, заробляючи на життя. 1927 року переїхав на Донбас, де почав працювати в Сніжному на шахтах № 2 та 4 чорноробом, коногоном, помічником машиніста, машиністом врубової машини. З 1932 року — машиніст врубової машини шахти № 18 імені Сталіна тресту «Сніжнянантрацит».
26 червня 1938 року обраний депутатом Верховної Ради УРСР першого скликання по Сніжнянській виборчій окрузі № 303 Сталінської області.
Член ВКП(б) з вересня 1937 року.
У 1938–1939 роках працював інструктором стаханівських методів видобутку вугілля тресту «Сніжнянантрацит», у 1939–1940 роках — на курсах підвищення кваліфікації.
З вересня 1939 року — помічник начальника дільниці № 3-біс шахти № 18 імені Сталіна тресту «Сніжнянантрацит». З 1940 року — начальник дільниці шахти № 18 імені Сталіна тресту «Сніжнянантрацит».
26 червня 1941 року пішов добровольцем у Червону армію. У березні 1942 року був демобілізований та направлений на Донбас для відновлення шахт. З липня 1942 року в евакуації в Середній Азії.
З 11 липня 1944 року — начальник шахтоуправління № 6 тресту «Сніжнянантрацит» Сталінської області.

## Нагороди
- орден Леніна (17.02.1939).